# Křivočlunek
Křivočlunek (Campylotropis) je rod rostlin z čeledi bobovité. Jsou to suchomilné keře s trojčetnými listy a hrozny fialových nebo růžových květů. Vyskytují se v počtu asi 33 druhů pouze v Asii. V sušších oblastech Asie jsou významné při ochraně půdy před erozí, využití mají i v medicíně. Některé druhy jsou výjimečně pěstovány v ČR jako okrasné keře.

## Popis
Křivočlunky jsou keře a keříky s trojčetnými listy složenými z celokrajných oválných až vejčitých lístků. Palisty jsou trojúhelníkovité, vytrvalé. Květy jsou fialové, narůžovělé nebo výjimečně žluté, v úžlabních hroznech, řidčeji v okolících, klasech nebo latách hroznů. Kalich je zvonkovitý, horní 2 laloky jsou srostlé, dolní lalok je nejdelší. Pavéza je okrouhlá až vejčitá, zašpičatělá, na bázi krátce nehetnatá. Křídla jsou srpovitá, ouškatá a na vrcholu tupá, člunek je v polovině zahnutý do pravého úhlu, na vrcholu špičatý. Tyčinky jsou jednobratré, horní tyčinka je k ostatním 9 přirostlá do 2/3 až 4/5 délky nitky. Semeník je téměř přisedlý, s jediným vajíčkem a nitkovitou zakřivenou čnělkou nesoucí drobnou bliznu. Plody jsou drobné, zploštělé, jednosemenné a nepukavé, čočkovitého tvaru.

## Rozšíření
Rod Campylotropis zahrnuje celkem 37 druhů. Vyskytuje se pouze v Asii, především v oblastech mírného pásu. Centrum druhové diverzity je v Číně, kde roste celkem 32 druhů, z toho je 20 endemitů.

## Taxonomie
Rod Campylotropis byl v minulosti řazen jako sekce rodu Lespedeza.

## Význam
Většina druhů křivočlunku toleruje suché půdy a v sušších oblastech Asie jsou významné jako ochrana půdy. Listy a mladé výhony jsou používány jako krmivo pro dobytek a zelené hnojení. Kořeny některých druhů mají využití v medicíně. Druh Campylotropis trigonoclada je využíván ke snižování horečky a k úlevě od kašle, kořen na ošetřování mastitidy (zánětu prsu či vemene) a mozkové mrtvice.

## Pěstování
Křivočlunkům se daří v propustné písčité půdě na teplém slunném stanovišti. Pruty přes zimu omrzají až k zemi a na jaře opět obrážejí. Vhodný je zimní kryt.